# Sa'id Pascià
Muḥammad Saʿīd Pascià (in arabo محمد سعيد باشا‎?; Il Cairo, 1822 – Alessandria d'Egitto, 18 gennaio 1863) è stato un politico egiziano che resse come nominale Walī ottomano l'Egitto dal 1854 al 1863.
Era l'ultimo sopravvissuto tra i figli di Mehmet Ali e succedette a 'Abbās I d'Egitto dopo la morte di questi; il suo periodo di governo è ricordato soprattutto per aver dato il via allo scavo del canale di Suez. Saʿīd fu un buon amico dell'ingegnere francese Ferdinand de Lesseps: fu costui a convincere Saʿīd a promuovere la colossale opera dello scavo del canale.
Fu forse l'esterofilia di Saʿīd a fargli accettare il progetto proposto da Ferdinand de Lesseps; nel 1859 concesse i lavori per lo scavo alla Compagnie Universelle du Canal Maritime de Suez la quale secondo l'accordo avrebbe dovuto finanziarsi con lo sfruttamento di alcune terre demaniali e la sottoscrizione pubblica.

L'accordo fu molto penalizzante per l'Egitto: era esso a dover fornire la mano d'opera, composta da contadini strappati con la forza dai loro campi; inoltre Saʿīd accettò di rinunciare ai diritti territoriali sulle due sponde del canale.
Nello stesso 1859 cominciarono i lavori di costruzione per il canale di Suez che sarebbero finiti nel 1869; purtroppo per le casse egiziane, furono pochi i privati che aderirono alla sottoscrizione pubblica per il finanziamento; l'entusiasta Saʿīd dovette dunque acquistare con soldi pubblici le azioni della Compagnia ancora invendute.
Saʿīd morì ad Alessandria d'Egitto nel 1863, non potendo vedere il canale ultimato, infatti i lavori si conclusero sotto il governo del suo successore Isma'il Pascià.
Tra le sue più importanti riforme non va dimenticata l'istituzione della Banca Misr (la banca centrale d'Egitto), spina dorsale del sistema economico-bancario egiziano, incaricato della stampa ed emissione delle banconote.
Si sposò più volte. Dalla prima moglie, Angie Hānem, ebbe Aḥmad Sharīf Pascià, mentre dalla seconda moglie, Malikber Hānim Efendi, ebbe Muḥammad Ṭūsūn Pascià e Maḥmūd Pascià.